# Eva Mozes Kor
Eva Mozes Kor (n. 31 ianuarie 1934, Porț, România – d. 4 iulie 2019, Cracovia, Polonia) a fost o cetățeană americană (născută în România), supraviețuitoare a Holocaustului și a experimentelor medicale efectuate de Josef Mengele la Auschwitz, activistă pentru cunoașterea ororilor Holocaustului.
A fost eliberată din lagăr în 1945, iar sora ei geamănă, Miriam, a decedat în 1993, din cauza unei forme rare de cancer, atribuită acelor experimente.
În 1960 s-a căsătorit cu Michael Kor, tot un supraviețuitor al Holocaustului, alături de care s-a mutat în SUA.
În 1984 a fondat CANDLES ("Children of Auschwitz Nazi Deadly Lab Experiments Survivors"), o organizație prin intermediul căreia a mai depistat încă 122 de gemeni care au supraviețuit experimentelor naziste.